# Newag
Newag S.A.是一家波兰火车和有轨电车制造商，总部位于新松奇。他们专门从事铁路车辆的生产、维护和现代化改造。著名的作品包括火车系列Newag Impuls和有轨电车Nevelo 。  1876 年，皇家铁路工厂开业。 1989 年，该公司被波兰政府接管，2003 年，该公司再次私有化，并采用了现在的名称。
1. ↑  . Railway Gazette International.   [1. juli 2013]. （原始内容存档于1. juli 2013）.